# John Wood (attore)
John Wood (Derbyshire, 5 luglio 1930 – Chipping Campden, 6 agosto 2011) è stato un attore britannico, noto per le sue interpretazioni di Shakespeare e per la sua lunga collaborazione con Tom Stoppard.

## Biografia
John Wood nacque nel Derbyshire, in Inghilterra e fu educato alla Bedford School. Fece il suo servizio nazionale come tenente con la Royal Artillery, dove fu messo in stato di invalidità dopo essere stato accidentalmente colpito alla schiena e in seguito quasi ucciso in un incidente con la jeep.
Studiò legge al Jesus College di Oxford. Fu presidente della Dramatic Society dell'Università di Oxford. Aveva visto Sir John Gielgud come Angelo nella produzione di Peter Brook di Misura per misura del 1950 a Stratford-upon-Avon: in merito dichiarò "e all'improvviso sapevo cosa volevo fare". Recitava Malvolio - "sembrando così magro, snello e statuario come Don Chisciotte", scrisse l'Oxford Mail - in una produzione di giardini del Mansfield College di La dodicesima notte, con Maggie Smith nei panni di Viola. Diresse e recitò in una produzione studentesca del Riccardo III e invitò uno dei maggiori critici dell'epoca, Harold Hobson, allo spettacolo, dicendo a Hobson che avrebbe "voluto nei suoi doveri ignorare un Riccardo III che era 'più bello' di quello Olivier". Per curiosità, Hobson andò allo spettacolo e riferì di aver visto "qualcosa da non perdere"; il giovane attore aveva una "sardonica, divertita condiscendenza e un visibile complesso di superiorità", e il critico prevedeva "un futuro considerevole". Wood si laureò a Oxford nel 1953.

## Filmografia parziale

### Cinema
- Salomè (Salome), regia di William Dieterle (1953)
- Idol on Parade, regia di John Gilling (1959)
- Un alibi (troppo) perfetto (Two Way Stretch), regia di Robert Day (1960)
- Le rotaie della morte (The Challenge), regia di John Gilling (1960)
- Mani sulla luna (The Mouse on the Moon), regia di Richard Lester (1963)
- Il granduca e mister Pimm (Love Is a Ball), regia di David Swift (1963)
- Lady L, regia di Peter Ustinov (1965)
- Controfigura per un delitto (One More Time), regia di Jerry Lewis (1970)
- Scusi, dov'è il fronte? (Which Way to the Front?), regia di Jerry Lewis (1970)
- Nicola e Alessandra (Nicholas and Alexandra), regia di Franklin Schaffner (1971)
- Mattatoio 5 (Slaughterhouse-Five), regia di George Roy Hill (1972)
- Chi ha ucciso suo marito? (Somebody Killed Her Husband), regia di Lamont Johnson (1978)
- Wargames - Giochi di guerra (WarGames), regia di John Badham (1983)
- La rosa purpurea del Cairo (The Purple Rose of Cairo), regia di Woody Allen (1985)
- Ladyhawke, regia di Richard Donner (1985)
- Lady Jane, regia di Trevor Nunn (1986)
- Heartburn - Affari di cuore (Heartburn),  regia di Mike Nichols (1986)
- Jumpin' Jack Flash, regia di Penny Marshall (1986)
- Orlando, regia di Sally Potter (1992)
- Young Americans, regia di Danny Cannon (1993)
- Viaggio in Inghilterra (Shadowlands), regia di Richard Attenborough (1993)
- Scacco matto (Uncovered), regia di Jim McBride (1994)
- La pazzia di Re Giorgio (The Madness of King George), regia di Nicholas Hytner (1994)
- Cittadino X (Citizen X) regia di Chris Gerolmo (1995)
- Sabrina, regia di Sydney Pollack (1995)
- Riccardo III (Richard III), regia di Richard Loncraine (1995)
- Jane Eyre, regia di Franco Zeffirelli (1996)
- Metroland, regia di Philip Saville (1997)
- Amori e vendette (The Revengers' Comedies), regia di Malcolm Mowbray (1998)
- The Avengers - Agenti speciali (The Avengers), regia di Jeremiah S. Chechik (1998)
- Un marito ideale (An Ideal Husband), regia di Oliver Parker (1999)
- The Venice Project, regia di Robert Dornhelm (1999)
- Il mio amico vampiro (The Little Vampire), regia di Uli Edel (2000)
- Chocolat, regia di Lasse Hallström (2000)
- The Body, regia di Jonas McCord (2001)
- Immagini - Imagining Argentina (Imagining Argentina), regia di Christopher Hampton (2002)
- La contessa bianca (The White Countess), regia di James Ivory (2005)

### Televisione
- Barnaby Rudge – serie TV, 12 episodi (1960)
- Missione segreta (Espionage) – serie TV, episodio 1x23 (1964)
- I miti greci (The Storyteller: Greek Myths) – serie TV, un episodio (1991)
- Le avventure del giovane Indiana Jones (The Young Indiana Jones Chronicles) – serie TV, 1 episodio (1993)
- Rasputin - Il demone nero (Rasputin), regia di Uli Edel – film TV (1996)
- Napoléon – serie TV, 1 episodio (2002)
- Lewis – serie TV, 1 episodio (2007)

## Doppiatori italiani
Nelle versioni in italiano delle opere in cui ha recitato, John Wood è stato doppiato da:
- Michele Kalamera in Un marito ideale, The Body
- Carlo Reali in Wargames - Giochi di guerra
- Alvise Battain in Ladyhawke
- Dario Penne in Sabrina
- Sandro Iovino in Lady Jane
- Adalberto Maria Merli ne I miti greci
- Sandro Pellegrini in Orlando
- Paolo Lombardi in Viaggio in Inghilterra
- Walter Maestosi in Le avventure del giovane Indiana Jones
- Luciano Melani in Young Americans
- Dario De Grassi in Riccardo III
- Pietro Biondi in Jane Eyre
- Ettore Conti in Chocolat
- Sergio Graziani in Napoléon